# Seria GP2 – Monaco 2013
Runda GP2 na torze Circuit de Monaco – czwarta runda mistrzostw serii GP2 w sezonie 2013.

## Wyniki

### Sesja treningowa
| Nr | Kierowca | Konstruktor  | Czas     | Okr. |
| -- | -------- | ------------ | -------- | ---- |
| 11 | Sam Bird | Russian Time | 1:21,512 | 15   |

### Kwalifikacje
Kwalifikacje zostały podzielone na dwie części ze względu na długość toru oraz duże prawdopodobieństwo wypadków. W kwalifikacjach A wystartowali kierowcy z parzystymi, a w kwalifikacjach B z nieparzystymi numerami startowymi.

Źródło: Wyprzedź Mnie!

#### Kwalifikacje A
| Poz. | Nr | Kierowca           | Konstruktor          | Czas     | Poz. s. |
| ---- | -- | ------------------ | -------------------- | -------- | ------- |
| 1    | 5  | Johnny Cecotto Jr. | Arden International  | 1:21,141 | 1       |
| 2    | 11 | Sam Bird           | Russian Time         | 1:21,509 | 7       |
| 3    | 21 | Kevin Ceccon       | Trident Racing       | 1:21,986 | 10      |
| 4    | 7  | Julián Leal        | Racing Engineering   | 1:22,092 | 11      |
| 5    | 9  | Felipe Nasr        | Carlin               | 1:22,163 | 12      |
| 6    | 1  | Marcus Ericsson    | DAMS                 | 1:22,349 | 15      |
| 7    | 15 | Alexander Rossi    | Caterham Racing      | 1:22,511 | 16      |
| 8    | 17 | Rio Haryanto       | Venezuela GP Lazarus | 1:22,589 | 26      |
| 9    | 3  | James Calado       | ART Grand Prix       | 1:22,677 | 17      |
| 10   | 27 | Daniël de Jong     | MP Motorsport        | 1:22,943 | 21      |
| 11   | 25 | Kevin Giovesi      | Venezuela GP Lazarus | 1:23,006 | 22      |
| 12   | 19 | Simon Trummer      | Rapax                | 1:23,017 | 23      |
| 13   | 23 | Jon Lancaster      | Hilmer Motorsport    | 1:23,443 | 25      |
| Poz. | Nr | Kierowca           | Konstruktor          | Czas     | Poz. s. |

#### Kwalifikacje B
| Poz. | Nr | Kierowca            | Konstruktor          | Czas     | Poz. s. |
| ---- | -- | ------------------- | -------------------- | -------- | ------- |
| 1    | 6  | Mitch Evans         | Arden International  | 1:21,157 | 2       |
| 2    | 8  | Fabio Leimer        | Racing Engineering   | 1:21,185 | 3       |
| 3    | 10 | Jolyon Palmer       | Carlin               | 1:21,198 | 4       |
| 4    | 12 | Tom Dillmann        | Russian Time         | 1:21,387 | 5       |
| 5    | 22 | Robin Frijns        | Hilmer Motorsport    | 1:21,418 | 6       |
| 6    | 14 | Sergio Canamasas    | Caterham Racing      | 1:21,522 | 8       |
| 7    | 18 | Stefano Coletti     | Rapax                | 1:21,658 | 9       |
| 8    | 20 | Nathanaël Berthon   | Trident Racing       | 1:22,245 | 13      |
| 9    | 2  | Stéphane Richelmi   | DAMS                 | 1:22,317 | 14      |
| 10   | 24 | René Binder         | Venezuela GP Lazarus | 1:22,376 | 19      |
| 11   | 4  | Daniel Abt          | ART Grand Prix       | 1:22,716 | 18      |
| 12   | 16 | Jake Rosenzweig     | Barwa Addax          | 1:22,842 | 20      |
| 13   | 26 | Adrian Quaife-Hobbs | MP Motorsport        | 1:22,716 | 24      |
| Poz. | Nr | Kierowca            | Konstruktor          | Czas     | Poz. s. |

### Główny wyścig

#### Wyścig
Źródło: Wyprzedź Mnie!
| P                 | + / – | Nr | Kierowca            | Konstruktor          | Okr. | Czas / Strata       | Komentarz |
| ----------------- | ----- | -- | ------------------- | -------------------- | ---- | ------------------- | --------- |
| 1                 | 6     | 11 | Sam Bird            | Russian Time         | 42   | 1h36m15,919         |           |
| 2                 | 8     | 21 | Kevin Ceccon        | Trident Racing       | 42   | +0:22,077           |           |
| 3                 | 1     | 6  | Mitch Evans         | Arden International  | 42   | +0:23,225           |           |
| 4                 | 8     | 9  | Felipe Nasr         | Carlin               | 42   | +0:23,416           |           |
| 5                 | 12    | 3  | James Calado        | ART Grand Prix       | 42   | +0:29,588           |           |
| 6                 | 3     | 18 | Stefano Coletti     | Rapax                | 42   | +1:00,519           |           |
| 7                 | 12    | 24 | René Binder         | Venezuela GP Lazarus | 42   | +1:02,449           |           |
| 8                 | 16    | 26 | Adrian Quaife-Hobbs | MP Motorsport        | 42   | +1:08,400           |           |
| 9                 | 5     | 2  | Stéphane Richelmi   | DAMS                 | 42   | +1:12,107           |           |
| 10                | 11    | 27 | Daniël de Jong      | MP Motorsport        | 42   | +1:22,410           |           |
| 11                | 6     | 12 | Tom Dillmann        | Russian Time         | 42   | +1:29,356           |           |
| 12                | 13    | 23 | Jon Lancaster       | Hilmer Motorsport    | 41   | +1 okr.             |           |
| 13                | 10    | 19 | Simon Trummer       | Rapax                | 41   | +1 okr.             |           |
| 14                | 6     | 16 | Jake Rosenzweig     | Barwa Addax          | 41   | +1 okr.             |           |
| 15                | 7     | 14 | Sergio Canamasas    | Caterham Racing      | 40   | +2 okr.             |           |
| 16                | 2     | 4  | Daniel Abt          | ART Grand Prix       | 40   | +2 okr.             |           |
| Niesklasyfikowani |       |    |                     |                      |      |                     |           |
|                   |       | 17 | Rio Haryanto        | Barwa Addax          | 26   | kolizja z Abtem     |           |
|                   |       | 22 | Robin Frijns        | Hilmer Motorsport    | 0    | karambol na starcie |           |
|                   |       | 20 | Nathanaël Berthon   | Trident Racing       | 0    | karambol na starcie |           |
|                   |       | 1  | Marcus Ericsson     | DAMS                 | 0    | karambol na starcie |           |
|                   |       | 25 | Kevin Giovesi       | Venezuela GP Lazarus | 0    | karambol na starcie |           |
|                   |       | 10 | Jolyon Palmer       | Carlin               | 0    | karambol na starcie |           |
|                   |       | 7  | Julián Leal         | Racing Engineering   | 0    | karambol na starcie |           |
|                   |       | 5  | Johnny Cecotto Jr.  | Arden International  | 0    | karambol na starcie |           |
|                   |       | 8  | Fabio Leimer        | Racing Engineering   | 0    | karambol na starcie |           |
|                   |       | 15 | Alexander Rossi     | Caterham Racing      | 0    | karambol na starcie |           |
| P                 | + / – | Nr | Kierowca            | Konstruktor          | Okr. | Czas / Strata       | Komentarz |

#### Najszybsze okrążenie
| Nr | Kierowca         | Konstruktor     | Czas     | Okr. |
| -- | ---------------- | --------------- | -------- | ---- |
| 14 | Sergio Canamasas | Caterham Racing | 1:22,169 | 29   |

#### Premia za najszybsze okrążenie w TOP 10
| Nr | Kierowca        | Konstruktor | Czas     | Okr. |
| -- | --------------- | ----------- | -------- | ---- |
| 18 | Stefano Coletti | Rapax       | 1:23,665 | 9    |

#### Prowadzenie w wyścigu
| Nr                              | Kierowca           | Okrążenia | Suma |
| ------------------------------- | ------------------ | --------- | ---- |
| 11                              | Sam Bird           | 11-42     | 32   |
| 6                               | Mitch Evans        | 1-11      | 10   |
| 1                               | Johnny Cecotto Jr. | 1         | 1    |
| \| Wykres \| \| ------ \| \| \| |                    |           |      |
| Wykres                          |                    |           |      |
|                                 |                    |           |      |

### Sprint

#### Wyścig
Źródło: Wyprzedź Mnie!

Zdobywca pole position do głównego wyścigu nie został dopuszczony do sobotniego sprintu w Monako. Jako główną przyczynę podano spowodowanie karambolu w piątkowym wyścigu. Po starcie z pierwszego pola kierowca Ardena zahamował zbyt późno do pierwszego zakrętu i uderzył w bariery, co wywołało reakcję łańcuchową, w której ostatecznie ucierpiało 15 samochodów.
| P                    | + / –     | Nr | Kierowca            | Konstruktor          | Okr. | Czas / Strata | Komentarz |
| -------------------- | --------- | -- | ------------------- | -------------------- | ---- | ------------- | --------- |
| 1                    | 2         | 18 | Stefano Coletti     | Rapax                | 30   | 42:50,707     |           |
| 2                    | 1         | 26 | Adrian Quaife-Hobbs | MP Motorsport        | 30   | +0:01,869     |           |
| 3                    | 3         | 6  | Mitch Evans         | Arden International  | 30   | +0:02,218     |           |
| 4                    | 1         | 9  | Felipe Nasr         | Carlin               | 30   | +0:02,536     |           |
| 5                    | 1         | 3  | James Calado        | ART Grand Prix       | 30   | +0:03,747     |           |
| 6                    | 4         | 24 | René Binder         | Venezuela GP Lazarus | 30   | +0:19,293     |           |
| 7                    | Bez zmian | 21 | Kevin Ceccon        | Trident Racing       | 30   | +0:20,015     |           |
| 8                    | 1         | 2  | Stéphane Richelmi   | DAMS                 | 30   | +0:20,576     |           |
| 9                    | 1         | 27 | Daniël de Jong      | MP Motorsport        | 30   | +0:21,197     |           |
| 10                   | 4         | 16 | Jake Rosenzweig     | Barwa Addax          | 30   | +0:31,720     |           |
| 11                   | 4         | 14 | Sergio Canamasas    | Caterham Racing      | 30   | +0:34,105     |           |
| 12                   | 10        | 10 | Jolyon Palmer       | Carlin               | 30   | +0:35,775     |           |
| 13                   | 11        | 8  | Fabio Leimer        | Racing Engineering   | 30   | +0:36,488     |           |
| 14                   | 9         | 7  | Julián Leal         | Racing Engineering   | 30   | +0:36,913     |           |
| 15                   | 3         | 22 | Robin Frijns        | Hilmer Motorsport    | 30   | +0:42,125     |           |
| 16                   | 1         | 17 | Rio Haryanto        | Barwa Addax          | 30   | +0:43,235     |           |
| 17                   | 5         | 23 | Jon Lancaster       | Hilmer Motorsport    | 30   | +1:03,893     |           |
| 18                   | 2         | 1  | Marcus Ericsson     | DAMS                 | 30   | +1:04,258     |           |
| 19                   | 6         | 15 | Alexander Rossi     | Caterham Racing      | 30   | +1:04,735     |           |
| 20                   | 1         | 25 | Kevin Giovesi       | Venezuela GP Lazarus | 30   | +1:05,044     |           |
| 21                   | 2         | 20 | Nathanaël Berthon   | Trident Racing       | 30   | +1:05,468     |           |
| 22                   | 6         | 4  | Daniel Abt          | ART Grand Prix       | 30   | +1:06,174     | [ a ]     |
| 23                   | 10        | 19 | Simon Trummer       | Rapax                | 30   | +1:07,413     | [ a ]     |
| 24                   | 16        | 11 | Sam Bird            | Russian Time         | 29   | +1 okr.       |           |
| 25                   | 14        | 12 | Tom Dillmann        | Russian Time         | 27   | +3 okr.       |           |
| Wykluczeni z wyścigu |           |    |                     |                      |      |               |           |
|                      |           | 5  | Johnny Cecotto Jr.  | Arden International  |      |               | [ 6 ]     |
| P                    | + / –     | Nr | Kierowca            | Konstruktor          | Okr. | Czas / Strata | Komentarz |

#### Najszybsze okrążenie
| Nr | Kierowca | Konstruktor  | Czas     | Okr. |
| -- | -------- | ------------ | -------- | ---- |
| 11 | Sam Bird | Russian Time | 1:22,375 | 21   |

#### Premia za najszybsze okrążenie w TOP 10
| Nr | Kierowca        | Konstruktor | Czas     | Okr. |
| -- | --------------- | ----------- | -------- | ---- |
| 18 | Stefano Coletti | Rapax       | 1:22,853 | 8    |

#### Prowadzenie w wyścigu
| Nr                              | Kierowca            | Okrążenia | Suma |
| ------------------------------- | ------------------- | --------- | ---- |
| 18                              | Stefano Coletti     | 3-30      | 28   |
| 26                              | Adrian Quaife-Hobbs | 1-3       | 2    |
| \| Wykres \| \| ------ \| \| \| |                     |           |      |
| Wykres                          |                     |           |      |
|                                 |                     |           |      |

## Lista startowa
| Team                 | Nr | Kierowca            |
| -------------------- | -- | ------------------- |
| DAMS                 | 1  | Marcus Ericsson     |
| DAMS                 | 2  | Stéphane Richelmi   |
| ART Grand Prix       | 3  | James Calado        |
| ART Grand Prix       | 4  | Daniel Abt          |
| Arden International  | 5  | Johnny Cecotto Jr.  |
| Arden International  | 6  | Mitch Evans         |
| Racing Engineering   | 7  | Julián Leal         |
| Racing Engineering   | 8  | Fabio Leimer        |
| Carlin               | 9  | Felipe Nasr         |
| Carlin               | 10 | Jolyon Palmer       |
| Russian Time         | 11 | Sam Bird            |
| Russian Time         | 12 | Tom Dillmann        |
| EQ8 Caterham Racing  | 14 | Sergio Canamasas    |
| EQ8 Caterham Racing  | 15 | Alexander Rossi     |
| Barwa Addax          | 16 | Jake Rosenzweig     |
| Barwa Addax          | 17 | Rio Haryanto        |
| Rapax                | 18 | Stefano Coletti     |
| Rapax                | 19 | Simon Trummer       |
| Trident Racing       | 20 | Nathanaël Berthon   |
| Trident Racing       | 21 | Kevin Ceccon        |
| Hilmer Motorsport    | 22 | Robin Frijns        |
| Hilmer Motorsport    | 23 | Jon Lancaster       |
| Venezuela GP Lazarus | 24 | René Binder         |
| Venezuela GP Lazarus | 25 | Kevin Giovesi       |
| MP Motorsport        | 26 | Adrian Quaife-Hobbs |
| MP Motorsport        | 27 | Daniël de Jong      |

## Klasyfikacja po zakończeniu rundy

### Kierowcy
| P  | +/− | Kierowca            | Starty | Punkty | P1 | P2 | P3 | PP | NO | NS |
| -- | --- | ------------------- | ------ | ------ | -- | -- | -- | -- | -- | -- |
| 1  | 0   | Stefano Coletti     | 8      | 120    | 3  | 1  | 2  | 1  | 4  | –  |
| 2  | 0   | Felipe Nasr         | 8      | 96     | –  | 3  | 1  | –  | –  | –  |
| 3  | +2  | Sam Bird            | 8      | 58     | 2  | –  | –  | –  | 2  | 1  |
| 4  | −1  | Fabio Leimer        | 8      | 54     | 2  | –  | –  | 1  | –  | 1  |
| 5  | +3  | James Calado        | 8      | 40     | –  | 1  | –  | –  | –  | 2  |
| 6  | −2  | Robin Frijns        | 6      | 37     | 1  | 1  | –  | –  | –  | 1  |
| 7  | +6  | Mitch Evans         | 8      | 36     | –  | –  | 3  | –  | –  | 1  |
| 8  | −2  | Jolyon Palmer       | 8      | 31     | –  | –  | –  | –  | –  | 1  |
| 9  | +7  | Kevin Ceccon        | 8      | 28     | –  | 1  | –  | –  | –  | –  |
| 10 | −3  | Alexander Rossi     | 6      | 27     | –  | –  | 1  | –  | –  | 1  |
| 11 | +6  | Adrian Quaife-Hobbs | 8      | 23     | –  | 1  | –  | –  | –  | 1  |
| 12 | −2  | Johnny Cecotto Jr.  | 7      | 23     | –  | –  | –  | 1  | 1  | 1  |
| 13 | −4  | Tom Dillmann        | 8      | 22     | –  | –  | –  | –  | –  | –  |
| 14 | −3  | Jon Lancaster       | 4      | 17     | –  | –  | 1  | –  | 1  | –  |
| 15 | −3  | Stéphane Richelmi   | 8      | 15     | –  | –  | –  | –  | –  | 1  |
| 16 | +6  | René Binder         | 8      | 11     | –  | –  | –  | –  | –  | –  |
| 17 | −3  | Julián Leal         | 8      | 10     | –  | –  | –  | –  | –  | 2  |
| 18 | −3  | Simon Trummer       | 8      | 8      | –  | –  | –  | –  | –  | –  |
| 19 | −1  | Marcus Ericsson     | 8      | 4      | –  | –  | –  | 1  | –  | 4  |
| 20 | −1  | Daniel Abt          | 8      | 3      | –  | –  | –  | –  | –  | 1  |
| 21 | −1  | Conor Daly          | 2      | 2      | –  | –  | –  | –  | –  | –  |
| 22 | −1  | Rio Haryanto        | 8      | 2      | –  | –  | –  | –  | –  | 1  |
| 23 | +2  | Daniël de Jong      | 8      | 1      | –  | –  | –  | –  | –  | 2  |
| 24 | +2  | Jake Rosenzweig     | 8      | 0      | –  | –  | –  | –  | –  | –  |
| 25 | −2  | Kevin Giovesi       | 8      | 0      | –  | –  | –  | –  | –  | 2  |
| 26 | −2  | Sergio Canamasas    | 8      | 0      | –  | –  | –  | –  | –  | 1  |
| 27 | 0   | Pål Varhaug         | 4      | 0      | –  | –  | –  | –  | –  | 1  |
| 28 | 0   | Nathanaël Berthon   | 8      | 0      | –  | –  | –  | –  | –  | 3  |
| 29 | 0   | Ma Qinghua          | 1      | 0      | –  | –  | –  | –  | –  | –  |
| P  | +/− | Kierowca            | Starty | Punkty | P1 | P2 | P3 | PP | NO | NS |

### Konstruktorzy
| P  | +/− | Konstruktor          | Starty | Punkty | P1 | P2 | P3 | PP | NO | NS |
| -- | --- | -------------------- | ------ | ------ | -- | -- | -- | -- | -- | -- |
| 1  | +1  | Rapax                | 16     | 128    | 3  | 1  | 2  | 1  | 4  | –  |
| 2  | −1  | Carlin               | 16     | 127    | –  | 3  | 1  | –  | –  | 1  |
| 3  | +2  | Russian Time         | 16     | 80     | 2  | –  | –  | –  | 2  | 1  |
| 4  | −1  | Racing Engineering   | 16     | 64     | 2  | –  | –  | 1  | –  | 3  |
| 5  | +1  | Arden International  | 15     | 59     | –  | –  | 3  | 1  | 1  | 2  |
| 6  | −2  | Hilmer Motorsport    | 16     | 56     | 1  | 1  | 1  | –  | 1  | 2  |
| 7  | 0   | ART Grand Prix       | 16     | 43     | –  | 1  | –  | –  | –  | 3  |
| 8  | +2  | Trident Racing       | 16     | 28     | –  | 1  | –  | –  | –  | 3  |
| 9  | −1  | Caterham Racing      | 15     | 27     | –  | –  | 1  | –  | –  | 2  |
| 10 | +1  | MP Motorsport        | 16     | 24     | –  | 2  | –  | –  | –  | 3  |
| 11 | −2  | DAMS                 | 16     | 19     | –  | –  | –  | 1  | –  | 5  |
| 12 | +1  | Venezuela GP Lazarus | 16     | 11     | –  | –  | –  | –  | –  | 3  |
| 13 | −1  | Barwa Addax          | 16     | 2      | –  | –  | –  | –  | –  | 1  |
| P  | +/− | Konstruktor          | Starty | Punkty | P1 | P2 | P3 | PP | NO | NS |